# ان پاشلی
ان پاشلی (انگلیسی: Anne Pashley؛ ۵ ژوئن ۱۹۳۵ – ۷ اکتبر ۲۰۱۶) خواننده، خواننده اپرا، و ورزشکار دو و میدانی اهل بریتانیا بود.
وی در مسابقات کشوری و بین‌المللی در مجموع برندهٔ ۲ مدال نقره، ۱ مدال برنز شده‌است.